# 성안천 (울산)
성안천(聖安川)은 울산광역시 중구 성안동의 풍암골에서 발원하여 동천강의 지류인 시례천으로 흘러드는 강이다.
1998년 3월 1일 이 강 상류의 작은 연못에서 두꺼비를 잡아먹고 중독되어 숨진 황소개구리가 발견되었다.